# 心基凤丫蕨
心基凤丫蕨（学名：Coniogramme petelotii）为裸子蕨科凤丫蕨属下的一个种。